# Carlos Fernández Luna
Carlos Fernández Luna (Sevilla, 1996. május 22.) spanyol korosztályos válogatott labdarúgó, a Real Sociedad játékosa.

## Statisztika
2017. június 14. szerint
| Klub             | Szezon           | Bajnokság | Bajnokság | Kupa  | Kupa  | Nemzetközi | Nemzetközi | Összesen | Összesen |
| Klub             | Szezon           | Meccs     | Gólok     | Meccs | Gólok | Meccs      | Gólok      | Meccs    | Gólok    |
| ---------------- | ---------------- | --------- | --------- | ----- | ----- | ---------- | ---------- | -------- | -------- |
| Sevilla FC       | 2013–14          | 4         | 0         | 1     | 0     | 0          | 0          | 5        | 0        |
| Sevilla FC       | 2014–15          | 1         | 0         | 0     | 0     | 0          | 0          | 1        | 0        |
| Sevilla FC       | 2015–16          | 1         | 0         | 0     | 0     | -          | -          | 1        | 0        |
| Sevilla FC       | 2016–17          | 3         | 1         | 0     | 0     | -          | -          | 3        | 1        |
| Összesen         | Összesen         | 9         | 1         | 1     | 0     | 0          | 0          | 10       | 1        |
| Sevilla Atlético | 2013–14          | 4         | 2         | 0     | 0     | -          | -          | 4        | 2        |
| Sevilla Atlético | 2014–15          | 32        | 5         | 0     | 0     | -          | -          | 32       | 5        |
| Sevilla Atlético | 2015–16          | 38        | 17        | 0     | 0     | -          | -          | 38       | 17       |
| Sevilla Atlético | 2016–17          | 4         | 1         | 0     | 0     | -          | -          | 4        | 1        |
| Összesen         | Összesen         | 78        | 25        | 0     | 0     | 0          | 0          | 78       | 25       |
| Karrier összesen | Karrier összesen | 87        | 26        | 0     | 0     | 0          | 0          | 88       | 26       |

## Sikerei, díjai

### Klub
- Spanyolország U19
  - U19-es labdarúgó-Európa-bajnokság: 2015

## Külső hivatkozások
- Transfermarkt profil
- Sevilla profil
- Carlos Fernández adatlapja a Soccerway oldalon (angolul)